# 崇宁
崇宁（1102年—1106年）是宋徽宗赵佶的第二個年号。北宋使用这个年号共5年。

## 年號含義
指追崇熙宁之道，复行新法。

## 改元
- 建中靖國元年——十二月二十三日，有詔明年改元崇寧。[2][3]
- 崇寧五年——七月十三日，有詔明年改元大觀。[4][5]

## 紀年對照表
| 崇宁 | 元年   | 二年   | 三年   | 四年   | 五年   |
| ---- | ------ | ------ | ------ | ------ | ------ |
| 公元 | 1102年 | 1103年 | 1104年 | 1105年 | 1106年 |
| 干支 | 壬午   | 癸未   | 甲申   | 乙酉   | 丙戌   |

## 同期存在的其他政权年号
- - 龍興（1102年）：宋朝时期—趙諗之年號
  - 乾統（1101年－1110年）：遼—遼天祚帝耶律延禧之年號
  - 貞觀（1101年－1113年）：西夏—夏崇宗李乾順之年號
  - 明开（1097年－1102年）：大理—段正淳之年號
  - 天政（1103年－1104年）：大理—段正淳之年號
  - 文安（1105年－1108年）：大理—段正淳之年號
- 越南
  - 龍符元化（1101年至1109年）：李朝—李乾德之年號
- 日本
  - 康和（1099年－1104年）：堀河天皇之年号
  - 長治（1104年－1106年）：堀河天皇之年号
  - 嘉承（1106年－1108年）：堀河天皇與鳥羽天皇之年号

## 深入閱讀
- 李崇智. . 北京: 中華書局. 2004年12月. ISBN 7101025129.
- 鄧洪波. . 臺北: 國立臺灣大學東亞經典與文化研究計劃. 2005年3月  [2021-11-19]. ISBN 9789860005189. （原始内容 (pdf)存档于2007-08-25）.

| 前一年號： 建中靖国 | 北宋年号 | 下一年號： 大观 |